# (26618) Yixinli
(26618) Yixinli est un astéroïde de la ceinture principale d'astéroïdes.

## Description
(26618) Yixinli est un astéroïde de la ceinture principale d'astéroïdes. Il fut découvert le 5 avril 2000 à Socorro (Nouveau-Mexique) par le projet LINEAR. Il présente une orbite caractérisée par un demi-grand axe de 3,01 UA, une excentricité de 0,12 et une inclinaison de 1,3° par rapport à l'écliptique.

## Compléments